# Laerte Morrone
Laerte Morrone (São Paulo, 16 de julho de 1932 — São Paulo, 4 de abril de 2005) foi um ator brasileiro.
Filho do escultor Luís Morrone (1906-1998) e da pianista Ignez Cortopassi Morrone, começou jovem no teatro amador e tentou posteriormente ingressar na Escola de Arte Dramática, sem êxito.
Foi indicado como melhor ator no musical “Capital Federal”, e ganhou o prêmio de melhor ator coadjuvante por “El Grande de Coca–Cola”, em 1973, peça que teve direção de Luis Sérgio Person.
Depois de quatro anos na Europa, volta ao Brasil onde começa uma carreira de sucesso no teatro e depois na televisão, já nos anos setenta. Foi também o primeiro intérprete da personagem Garibaldo na versão brasileira de Vila Sésamo.
Na TV Globo, fez grandes sucessos, a partir de “Marron Glacê“, em 1979.

## Morte
Morrone morreu no Hospital São Paulo, vítima de complicações pulmonares em decorrência de uma cirurgia de vesícula. Foi sepultado no Cemitério do Araçá.

## Carreira

### Televisão
| Ano  | Título                    | Papel                           | Emissora                |
| ---- | ------------------------- | ------------------------------- | ----------------------- |
| 1999 | Tiro e Queda              | Alfredo                         | Rede Record             |
| 1998 | Estrela de Fogo           | Humberto                        | Rede Record             |
| 1997 | O Desafio de Elias        | Yel                             | Rede Record             |
| 1997 | A Sétima Bala             | Jacques Peixoto                 | Rede Record             |
| 1997 | Os Ossos do Barão         | Carlino                         | SBT                     |
| 1995 | Tocaia Grande             | Barão de Itauçú                 | Rede Manchete           |
| 1990 | Brasileiras e Brasileiros | Coriolano                       | SBT                     |
| 1990 | Gente Fina                | Agenor                          | Rede Globo              |
| 1989 | Que Rei Sou Eu?           | Gérard Laugier                  | Rede Globo              |
| 1988 | Bronco                    | Carlos Augusto Oswaldo          | Rede Bandeirantes       |
| 1987 | Sassaricando              | Aprígio Varela/Horaccio Bentura | Rede Globo              |
| 1985 | A Gata Comeu              | Vitório                         | Rede Globo              |
| 1983 | Pão Pão, Beijo Beijo      | Giggio                          | Rede Globo              |
| 1982 | Elas por Elas             | Roberto                         | Rede Globo              |
| 1980 | Plumas e Paetês           | Padre                           | Rede Globo              |
| 1980 | Planeta dos Homens        | Vários Personagens              | Rede Globo              |
| 1980 | Chega Mais                | Valdomiro                       | Rede Globo              |
| 1979 | Marron Glacé              | Valdomiro                       | Rede Globo              |
| 1978 | Salário Mínimo            | Genaro                          | TV Tupi                 |
| 1976 | O Julgamento              | Frei Pontes                     | TV Tupi                 |
| 1976 | Xeque-Mate                | Conde Aqua Santiera             | TV Tupi                 |
| 1975 | Vila do Arco              | Simão Bacamarte                 | TV Tupi                 |
| 1975 | O Sheik de Ipanema        | Rocão                           | TV Tupi                 |
| 1972 | Vila Sésamo               | Garibaldo                       | Rede Globo e TV Cultura |

### Cinema
| Ano  | Título                   | Personagem | Notas          |
| ---- | ------------------------ | ---------- | -------------- |
| 2000 | O Barato é Ser Careta    | —          | Curta-metragem |
| 1978 | Alice                    | —          |                |
| 1975 | Efigênia Dá Tudo Que Tem | Tabelião   |                |
| 1964 | Seara Vermelha           | —          |                |
| 1952 | Tico-Tico no Fubá        | —          | Não Creditado  |

### Teatro[2]
| Ano       | Título                              |
| --------- | ----------------------------------- |
| 1956      | Dias Felizes                        |
| 1956      | Vestir os Nus                       |
| 1958      | Diálogo das Carmelitas              |
| 1959      | Dr. Knock                           |
| 1959      | O Soldado Tanaka                    |
| 1959      | Pic-Nic                             |
| 1959      | Sexy                                |
| 1959      | Via Sacra                           |
| 1960      | Mãe Coragem e Seus Filhos           |
| 1961      | O Bezerro de Ouro                   |
| 1962      | Yerma                               |
| 1964      | O Julgamento de Tião                |
| 1965      | O Relatório de Kinsey               |
| 1967      | Marat/Sade                          |
| 1967      | Os Carecentes                       |
| 1969      | Hair                                |
| 1971-1972 | Hans Staden no País da Antropofagia |
| 1972      | A Capital Federal                   |
| 1973      | El Grande de Coca-Cola              |
| 1974      | Orquestra de Senhoritas             |
| 1977      | Crimes Delicados                    |
| 1977      | Volpone                             |
| 1978      | Classe Média, Televisão Quebrada    |
| 1982      | O Suicídio                          |
| 1986      | Doce Privacidade                    |